# Gunnel Duveblad
Gunnel Ellinor Duveblad, ogift Nordström, född 16 oktober 1955 i Överluleå församling, Norrbottens län, är en svensk företagsledare och styrelseproffs med styrelseuppdrag för bland annat Nordea, Posten, HiQ, Lekolar, Ruter Dam och W-Fun.
Duveblad har haft en karriär inom IT-sektorn. Hon utbildade sig till systemvetare vid Umeå universitet. Från 1977 arbetade hon på IBM och från 1990 på olika chefspositioner inom företaget. År 2002 blev Duveblad VD för EDS Norra Europa, som omfattar Norden, Nederländerna, Belgien och Luxemburg. Där blev hon kvar till 2006. 
Hon är äldre syster till företagsledaren Gunilla Nordström.

## Fotnoter
1. ↑  Sveriges befolkning 1990, CD-ROM, Version 1.00, Riksarkivet (2011).
2. ↑  Sveriges befolkning 1970, CD-ROM, Version 1.04, Sveriges Släktforskarförbund (2002).